# 2022年12月逝世人物列表
2022年逝世人物列表：1月 - 2月 - 3月 - 4月 - 5月 - 6月 - 7月 - 8月 - 9月 - 10月 - 11月 - 12月
2022年12月逝世人物列表，是用于汇总2022年12月期间逝世人物的列表。

## 依日期排序

### 31日
- 董宏猷，72歲，中国儿童文学作家。[1]
- 时白林，95岁，中国黄梅戏作曲家。[2]
- 王佛松，89岁，中国高分子化学家，中国科学院院士。[3]
- ，90岁，中国药物化学家，中国工程院院士。[4]
- 江龙，89岁，中国物理化学家，中国科学院院士。[5]
- 陳一新，72歲，台灣政治學者，曾任立法委員，前淡江大學外交與國際關係學系教授。[6]
- 毛節盛，90歲，中華民國空軍退役軍官，八二三砲戰期間曾擊落共軍米格機。[7]
- 本笃十六世（拉丁語：Benedictus XVI），95岁，天主教会第265任教宗（2005年－2013年）[8]。
- 安妮塔·波因特（英语：Anita Pointer），74歲，美國歌手。[9]
- 盧國紀，99歲，中国企業家。民生集團創辦人盧作孚之子。[10]
- 孙洪勋，85岁，中国京剧表演艺术家。[11]
- 王芝秋，87岁，中国舰船动力学科奠基人之一，舰船动力领域专家。[12]
- 拉苏荣，75岁，中国男高音歌唱家，蒙古长调中方首席专家。[13]
- 范鸿信，94岁，中國武術家，太極拳陈式太极拳第十代传承人。[14]
- 郝迎春，92歲，中國官員、政治人物，原廣東省委老幹部局局長。[15]
- 朱樹榮，91歲，中國人，廣州市勞動模範。[16]
- 維，93歲，臺灣學者，國立成功大學中文系退休教授。[17]

### 30日
- 蹇先佛，106岁，中國政治人物，原中华人民共和国电力工业部副部长，开国上将萧克之妻。[18]
- 王新蘭，98歲，中華人民共和國開國上將蕭華夫人、老紅軍戰士、原蘭州軍區後勤部副政委。[19]
- 范子俠，104歲，中華人民共和國開國少將郭成柱夫人、抗戰女兵。[20]
- 李济生，105歲，中國作家。[21]
- 郭锡良，92歲，中国语言学家。[22]
- 朱郑氏，122岁（有争议），中国超级人瑞。[23]
- 鄭坤生，78歲，中國政治人物，曾任中央政府駐香港特別行政區聯絡辦公室副主任。[24]
- 厲志成，94歲，中國政治人物，曾任江西省工商業聯合會會長，江西省政協副主席，第七、八屆全國政協委員，第九屆全國人大代表。[25]
- 芭芭拉·華特斯（英語：Barbara Jill Walters），93歲，美國廣播記者、作家、電視主持人、主播與執行製作人。[26]
- 傅大勇，42歲，中國電視節目主持人。[27]
- 馬小奎，中國企業家，金靈通監事。[28]
- 李景，92歲，中國人民解放軍上將，曾任副總參謀長，海軍航空兵部司令員。[29]
- 王秉綱，88歲，中國政治人物，原西安公路學院院長、陝西省政協委員，長安大學教授。[30]
- 于希岭，91岁，中國政治人物，原中共辽宁省委秘书长。[31]
- 布賴恩·格倫克羅斯（英語：Brian Glencross），81歲，澳大利亞男子曲棍球運動員。[32]
- 錢嗣傑，94歲，中國摄影家。[33]
- 伍嘉陵，95岁，中國書法家、篆刻家，岭南画派第三代杰出代表传人。[34]
- 王濤，52歲，中國教育人物，內蒙古科技大學化學與化工學院黨委副書記、副院長。[35]
- 杜心垿，90歲， 中國醫學界人物，原上海第二醫科大學基礎醫學院病解教研室教授。[36]
- 劉戰英，80歲，中國作家協會會員、中國僑聯《海內與海外》原主編。[37]
- 沈嘉琪，89岁，中國政治人物，原济南市政协副主席。[38]
- 孔繁根，92岁，中國战地记者，原中国人民大学教授。[39]
- 高鸣，90岁，中国戏曲音乐家。[40]
- 胡德榮，75歲，中國醫界人物，上海交通大學醫學院原宣傳報導中心主任、《上海交通大學醫學院報》原主編。[41]
- 羅雲霞，60歲，中國學者，哈爾濱工業大學機電工程學院教授。[42]
- 劉淑雲，84歲，中國學者，哈爾濱工業大學退休人員。[43]
- 希拉本·莫迪，99岁，印度人，印度总理纳伦德拉·莫迪母亲[44]。
- 胡立田，85歲，中國政治人物，中國黑龍江省雙鴨山市人大常委會原副主任。[45]
- 朱軍，91歲，中國官員，原阜陽地委顧問。[46]
- 林文森，73歲，中國官員，安徽省委統戰部原常務副部長。[47]
- 陳光健，94歲，中國政治人物，曾任國家計劃委員會副主任，第八屆全國人大代表、常委會委員。[48]
- 徐發淦，91歲，中國政治人物，中華全國歸國華僑聯合會原副主席，第七、八屆全國政協委員。[49]
- 耿德章，88歲，中國人，中共中央保健委員會原副主任。[50]
- 亞歷山大·馬齊耶夫斯基（烏克蘭語：Олександр Мацієвський），42歲，烏克蘭士兵，可能與在互聯網散播遭俄軍非法處決的不明身份軍人為同一人，實際死亡時間不詳。（失蹤日）[51]

### 29日
- 朱照宣，92岁，北京大学力学系教授。[52]
- ，82歲，巴西足球員、前巴西體育部長，曾獲國際足協授予「球王」（The King of Football）稱號。唯一一位三奪世界盃球員。[53]
- 錢來忠，80歲，中國艺术家。[54]
- 張念慈，72歲，台灣企業家，台灣浩鼎生技創辦人、董事長。[55]
- 赵鸣华，87歲，中國京剧表演艺术家。[56]
- 常志强，94歲，中國人，南京大屠殺倖存者。[57]
- 狄剛，94歲，台灣宗教人士，曾任天主教嘉義教區主教與台北总教区总主教。[58]
- 薇薇安·魏斯伍德女爵士（英語：Dame Vivienne Westwood），81歲，英國時尚設計師，有「龐克時尚教母」之稱。[59]
- 喻泽琴，103歲，中國網紅。[60]
- 李德华，98歲，中國城市规划学者。[61]
- 魯格羅·德奧達托（英语：Ruggero Deodato），83歲，義大利電影導演。[62]
- 陳癸尊，91歲，中國政治人物，江西省人大常委會原副主任，江西省政府原副省長，民盟江西省委會原主委。[63]
- 楊長福，93歲，中國摄影家。[64]
- 陳漢民，91歲，中國平面設計泰斗、清華大學美術學院教授。[65]
- 王滸，94歲，中國教育家，北京工業大學原校長。[66]
- 靳月英，99歲，中國勞動模範。[67]
- 李本春，92歲，中國退役公安，曾任浙江省溫州市公安局水上分局副局長。[68]
- 覃新國，77歲，中華人民共和國開國少將覃國翰之子。[69]
- 陳振光，92歲，中國醫學家，顯微外科創始人之一、中共湖北省前人大常委。[70]
- 邱關源，99歲，中國電路理論領域專家，西安交通大學教授。[71]
- 朱辉，86歲，中國水彩画家、美术教育家。[72]
- 陳克潛，96歲，中國教育家、化學家，蘇州大學原校長。[73]
- 刘增杰，88岁，中国文学史家。[74]
- 陈长智，83岁，中国国画大师，陈少梅之子。[75]
- 趙善政，99歲，中國醫生，原上海第二醫科大學檢驗系教授。[76]
- 范清堂，66歲，中国曲艺家协会会员、相声名家、京东大鼓演员。[77]
- 愛德華·阿爾捷米耶夫（俄語：Эдуа́рд Никола́евич Арте́мьев），85歲，俄羅斯電子音樂和電影配樂作曲家。[78]
- 趙艷玲，54歲，中國企業家，大世界化妝品創辦人。[79]
- 郭太运，98岁，中国民间艺术家，年画“泰斗”。[80]
- 范乃文，87歲，力學專家，哈爾濱工業大學土木工程學院教授。[81]
- 束德林，90歲，中國學者，原安徽工學院院長。[82]
- 濮德祥，86歲，中國官員，安徽省檔案局原局長。[83]
- 武國華，76歲，中國學者。[84]
- 陶谷宝，90岁，中国政治人物，原浙江省丽水地区中级人民法院院长。[85]

### 28日
- 苏锦祥，87岁，原上海海洋大学教授，曾任中国鱼类学会副理事长。[86]
- 磯崎新（日語：磯崎 新），91歲，日本建築師。[87]
- 袁桂龙，88歲，中國人，南京大屠殺倖存者。[88]
- 孫敬良，92歲，中國液體火箭發動機與運載火箭設計專家，中國工程院院士。[89]
- 李天初，77歲，中國計量專家，中國工程院院士。[90]
- 潘乃憲，80歲，中國聲樂家。[91]
- 李惠群，台灣作詞家，代表作《空港》、《ONE NIGHT IN北京》。[92]
- 李君龍，58歲，中國航天頂尖制導專家。[93]
- 畢可成，39歲，中國演員。[94]
- 藤井旭（日語：藤井 旭），81歲，日本天文攝影師、科普作家暨插畫家[95]。
- 許征帆，95歲，中國馬克思主義理論家。[96]
- 程代輝，92歲，中國上海芭蕾舞團老藝術家。[97]
- 黃振華，78歲，中國廚師，粵菜泰斗。[98]
- 宋欽恕，89歲，中國共產黨黨員、原廣州市包裝工業總公司黨委書記、總經理。[99]
- 顏紅英，93歲，中國人，支前模範。[100]
- 胡正民，85歲，中國政治人物，西南交通大學原黨委書記、校長。[101]
- 房立，91歲，中國政治人物，济南市第十届人民代表大会常务委员会党组副书记、副主任。[102]
- 伊塔洛·貝蒂奧爾（Italo Bettiol），96歲，法國定格動畫創作者。[103]
- 陳旭，85歲，中國考古學家、教育家、鄭州大學歷史學院教授。[104]
- 陸正禹，77歲，中國學者，清華大學教授。[105]
- 張獻民，68歲，中國學者，哈爾濱工業大學副教授。[106]
- 劉明祖，86歲，中國政治人物。[107]
- 何小冰，98歲，中國人，原廣州市園林局紀委書記。[108]
- 依川川，24歲，中國網紅。[109]
- 何三光，中国医学教育家、外科学家，中国医科大学附属第一医院教授。[110]
- 沙葉，98歲，中國政治人物，原中國國家經濟委員會黨組成員。[111]
- 仲秋元，102岁，中国原文化部副部长。[112]

### 27日
- 瑟勒希·伊姆賴（匈牙利語：Szöllősi Imre），81歲，匈牙利男子皮划艇運動員。[113]
- 阿尼·費林（英語：Chariton Arnold Ferrin Jr.），97歲，美國籃球運動員，曾效力明尼亞波利斯湖人隊（今洛杉磯湖人隊）。[114]
- 张仕翔，92歲，中國人，南京大屠殺倖存者。[115]
- 王堯耕，92歲，中國漁業專家，曾任上海水產大學教授，远洋鱿钓渔业的开拓者。[116]
- 張曼玲，87歲，中國京剧表演艺术家。[117]
- 葛翠琳，92歲，中國兒童文學作家。[118]
- 潘德民，97歲，中國演員。[119]
- 呂瑞明，97歲，中國劇作家。[120]
- 呂沖，60歲，中國電視台主持人。[121]
- 康顯揚，99歲，中國教育工作者，曾任澳門培正中學教務主任、校長，第七、八屆全國政協委員。[122]
- 施光禮，95歲，中國人民解放軍空軍退役軍人，中國江蘇省軍區蘇州第五離職幹部休養所副師職離休幹部、原中國空軍第13航校顧問。[123]
- 王震，90歲，中國美術史學者。（消息發布日期）[124]
- 古遠清，81歲，中國作家，中南財經政法大學教授，著有《世界華文文學年鑑》《中國大陸當代文學理論批評史》《台灣當代文學理論批評史》《余光中傳》等。[125]
- 夏白华，85歲，中國演員。[126][需要較佳来源]
- 莢立剛，36歲，中國油畫家，山東大學藝術學院教師。[127]
- 劳思（张天寿），84岁，中国版画师。[128]
- 宋清渭，94歲，中國人民解放軍上將，曾任濟南軍區政委、黨委書記。[129]
- 马德太，88岁，中國人，原法律出版社社长。[130]
- 劉清邦，99歲，中國官員，原安徽省宣城地區衛生局顧問。[131]
- 于桂臣，89岁，原中国兵器工业总公司党组成员。[132]

### 26日
- 韓敏，93歲，中国畫家。[133]
- 嚴定憲，86歲，中国動畫藝術家，上海美術電影製片廠導演、原廠長。[134]
- 吳夢麟，85歲，中国考古、文物专家。[135]
- 关肇邺，93岁，中国建筑设计师、中国工程院院士。[136]
- 關橋，87歲，中国航空製造工程焊接專家，中國工程院院士。[136]
- 李慶忠，92歲，中国石油工程專家，中國工程院院士。[136]
- 黎明，95歲，中國企業家，原冶金工业部副部长、原宝钢集团董事长。[137]
- 孟憲來，107歲，中國網紅。[138][需要較佳来源]
- 危北海，91歲，中國中醫師，首都醫科大學附屬北京中醫醫院原副院長、北京市中醫研究所原所長。[139]
- 周毅如，88歲，中國作家，原南昌市文學院院長。[140]
- 單懷讓，95歲，中國共產黨黨員、原廣州港集團有限公司離休幹部。[141]
- 麥揚，98歲，中國政治人物，中國共產黨黨員，原中共廣州市顧問委員會常委，第七屆廣州市政協黨組副書記、副主席。[142]
- 李易，98歲，中國政治人物，原北京大學西語系黨總支副書記。[143]
- 何梓焜，90歲，中国哲学家，中山大學哲學系教授。[144]
- 柳英綠，73歲，中国語言學家，吉林大學文學院中文系教授。[145]
- 張金敖，66歲，中國攝影家。[146]
- 彭雙松，96歲，臺灣古物蒐藏家，曾獲傳藝金曲獎。[147]
- 劉希聖，96歲，中國石油鑽井專家、中國石油大學原石油工程系教授。[148]
- 李胜惠（英語：Victoria Lee），18歲，新加坡女子综合格斗选手，有“格斗天才”之称。[149]
- 閆玉中，69歲，中國學者。[150]
- 王濤，95歲，中國人，四川省住房和城鄉建設廳退休幹部。[151]

### 25日
- 赵刚，48岁，中国胃肠外科专家、上海仁济医院胃肠外科行政副主任。[152]
- 古屋薰（日語：古屋 かほる），114歲310天，日本超級人瑞。[153]
- 康壽山，105歲，中国彩墨畫家、教育家、清華大學建築學院副教授。[154]
- 強秀典，99歲，中國政治人物、原廣州市建材工業總公司局長。[155]
- 孔德墉，96歲，香港商人，香港益光有限公司創辦人，世界孔子後裔聯誼總會會長，因COVID-19感染併發症逝世[156]。
- 施文心，94岁，中國文艺工作者，北京电影制片厂文学编辑，中国电影家协会会员。[157]
- 徐也魯，94歲，中國醫學家，原上海第二醫科大學基礎醫學院病生教研室教授。[158]
- 吴承康，93岁，中国高温气体动力学家，中国科学院院士。[159]
- 杜信，93歲，中國四川省檔案館原副館長。[160]
- 張目，92歲，中國内地男演員。[161]
- 鄭克晟，91歲，中國歷史學者，南開大學歷史學院教授。[162]
- 杨厚礼，91岁，中国政治人物，中共吉林省委党校原副校长。[163]
- 黎子流，90岁，中国政治人物，曾任广州市人民政府市长。[164]
- 哈伊姆·德吕克曼（希伯來語：חיים דרוקמן），90歲，以色列正统派拉比、政治人物，前國會議員，因COVID-19感染併發症逝世[165]。
- 王仲奇，90歲，中国熱力葉輪機械專家，中国工程院院士。[166]
- 萬恆麟，90歲，中國醫師，西安交通大學第二附屬醫院原泌尿外科主任。[167]
- 王文教，89岁，中国羽毛球队总教练，“人民楷模”荣誉称号获得者。[168]
- 吳紫彥，89歲，中國政治人物，原廣州市教委主任、廣州市人大科教文衛委主任。[169]
- 童坦君，88岁，中国医学家，中国科学院院士。[170]
- 圓宗長老，86歲，台灣佛教僧人，中國佛教會名譽理事長、高雄田寮日月禪寺及彰化妙圓禪寺開山住持，曾任高雄縣佛教會（今大高雄佛教會）第17－18屆理事長、彰化縣佛教會第21－22屆理事長、中國佛教會第15－16屆副理事長及第17－18屆理事長。[171]
- 楊文水，81歲，中國醫師，中醫藥診治骨髓炎理論創立者、山西省稷山骨髓炎醫院創始人。[172]
- 趙世熙（朝鲜语：조세희），80歲，韓國作家，因COVID-19感染併發症逝世[173]。
- 布川郁司（日語：布川 ゆうじ），75歲，日本動畫師。[174]
- 阿列克謝·馬斯洛夫（俄语：Маслов, Алексей Фёдорович），69歲，俄羅斯陸軍大將，前陸軍總司令（2004－2008）。[175]
- 羅曉春，68歲，中國图书情报专业技术人员，北京大學外國語學院原圖書分館館長。[176]
- 唐偉國，66歲，中国企業家，科华生物创始人。[177]
- 卓俊雄，55歲，臺灣法律學者，企業人物，東海大學法律學院院長，南山人壽獨立董事，死于心肌梗塞。[178][179]
- 法比安·奧尼爾（英语：Fabián O'Neill），49歲，烏拉圭職業足球運動員，死于肝癌。[180]
- 蔣偉，41歲，中國化學家，南方科技大學理學院化學系教授。[181]
- 王一博，27岁，中国冰壶运动员，死於腦部疾病。[182]
- 潘緣，25歲，台灣網紅，自殺身亡。[183]
- 陳碧橋，香港退休裁判官。[184]

### 24日
- 鄭榕，98歲，中國演員。[185]
- 王津，91歲，中國人，南京大屠杀幸存者。[186]
- 圖尼莎·夏爾馬（英語：Tunisha Sharma），20岁，印度女演员。[187]
- 趙青，86歲，中國舞蹈演員。[188]
- 张厚粲，95岁，中国心理学事业开拓者，原国务院参事。[189]
- 张金哲，102歲，中国小儿外科专家，中国工程院院士。[190]
- 陆晓光，76岁，中国电视剧导演，《外来媳妇本地郎》首任总导演、艺术总监。[191]
- 許志遠，48歲，台灣音樂製作人，第55屆金馬獎最佳原創電影音樂得主，死於肝癌。[192]
- 法蘭科·佛拉第尼（英语：Franco Frattini），65歲，義大利政治人物，曾於2002年至2004年、2008年至2011年擔任外交部長，逝世時是義大利國務委員會主席。[193]
- 湯小銘，83歲，中国中國油畫家，曾任中國美術家協會理事，廣東省美術家協會主席。[194]
- 芮學永（韓語：예학영），39歲，別名「艺学英」，韓國男模特兒、演員。[195][196]
- 孫貴生，85歲，中國音樂家、電影音樂工作者、一級演奏員。曾為中國電影樂團成員。[197]
- 艾蒂·蘭多（英语：Edie Landau），95歲，美國製片人兼國家電視電影協會（英语：National Telefilm Associates）主管。[198]
- 帕維爾·安托夫（俄語：Павел Генрихович Антов），65歲，俄羅斯企業家，食品加工公司「弗拉基米爾標準」（Владимирский стандарт）創辦人，有「香腸大亨」之稱。[199]
- 趙致遠，79歲，中國演員、教授。[200]
- 凱薩琳·賽蘭（英語：Catherine Cyran），59歲，美國導演，死於癌症。[201]
- 蔣順學，97歲，中國人民解放軍高級將領，中將軍銜，曾任軍事科學院院長。[202]
- 糜振玉，92歲，中國人民解放軍高級將領，中將軍銜，原军事科学院副院长。[203]
- 王义忠，92岁，中国政治人物，中共甘肃省委老干部局原副局长。[204]
- 季占斌，90岁，原青海省军区司令员[205]。
- 劉淑蘭，94歲，中國經濟學者。[206]
- 高德柱，82歲，中國人，曾任中國國家有色金屬工業局副局長。[207]

### 23日
- 盧強，86歲，中國自動控制和電力系統動態學專家，清華大學教授，中国科学院院士。[208]
- 李文华，90岁，中国生态学和森林学家，中国工程院院士。[209]
- 张友尚，97岁，中国生物化学与分子生物学家，中国科学院院士。[210]
- 刘文华，67岁，中国书法家。[211]
- 蒋华良，57岁，中国药物科学家，上海药物所原所长、研究员，中国科学院院士。[212][213]
- 马建章，85岁，中国野生动物学家，中国工程院院士。[214]
- 杨达，87岁，中国粤语相声大师、一级演员。[215]
- 熊應政，76歲，中国川剧丑角演员。[216]
- 馮石明，78歲，中国锡剧作曲家。[217]
- 吕应中，96岁，中国核能和能源系统分析专家。[218]
- 陈逸云，97岁，中国法学家、法学教育家，中国人民大学法学院教授。[219]
- ，83歲，英格蘭足球運動員。[220]
- 李長樂，84歲，中国演員。[221]
- 白黎，85歲，中国作家。[222]
- 陳萬雷，78歲，香港演員，因2019冠狀病毒病逝世。[223][224]
- 章立源，91岁，北京大学物理学教授，民盟中央委员。[225]
- 慈云祥，96岁，中国分析化学家，北京大学教授。[226]

### 22日
- 王景光，54歲，中國導演。[227]
- 顧真安，86歲，中國無機非金屬材料專家，中国工程院院士。[228]
- 汪同三，74歲，中國經濟學家，中国社会科学院学部委员。[229]
- 倪震，84岁，中国电影理论家、编剧。（讣闻公布日期）[230]
- 龍馭球，96歲，中国土木工程和結構力學專家，清華大學教授，中国工程院院士。[231]
- 陳炳靖，105歲，中華民國空軍退役中校，二戰時參加中華民國空軍美籍志願大隊（飛虎隊）。[232]
- 马生采，93岁，中国作曲家。[233]
- 桂裕芳，92岁，中国法语教育家，北京大学外国语学院法语系教授。[234]
- 谢端琚，90岁，中国考古学家。[235]
- 宓亢琪，84岁，中国燃气专家，华中科技大学环境学院教授。[236]
- 安東·特卡奇，71歲，斯洛伐克男子自行車運動員。[237]
- 约翰·莫法特·傅桂（英語：John Moffat Fugui），61岁，所罗门群岛外交官，所罗门群岛驻华大使（2021－2022），心臟驟停而死。[238]
- 黃應貴，75岁，中華民國人類學家，前中央研究院民族學研究所所長、國立臺灣大學人類所兼任教授、國立清華大學人文社會學院特聘教授。[239]
- 弗拉基米爾·葉佐夫（烏克蘭語：Володимир Анатолійович Єжов），38歲，烏克蘭遊戲設計師，FPS遊戲《浩劫殺陣》（S.T.A.L.K.E.R.）系列設計者，在巴赫穆特戰役陣亡。[240]
- 于玉蘅，98歲，中國京劇表演藝術家。[241]
- 黎曼玲，89歲，中國共產黨黨員、中共廣州市委組織部原副部長。[242]
- 陳明，84歲，中國學者，原上海第二醫科大學基礎醫學院藥理教研室教授。[243]
- 趙廷秀，95歲，中國人，中華人民共和國開國少將鍾元輝夫人。[244]
- 陳可傑，中國企業家，製藥公司必治妥施貴寶臨床試驗運營部副總裁。[245]
- 邱錫福，101歲，中國官員，原中國四川省建築工程機械廠廠長。[246]
- 劉鶴翹，91歲，中國人民解放軍將領、中國人民解放軍中將。[247]
- 李俊才，85岁，中国人民解放军将领，原海军东海舰队副司令员[248]。
- 王德顺，83岁，中国科学院原党组成员。[249]

### 21日
- 張國成，91歲，中国稀土金屬冶煉分離專家，中国工程院院士。[250]
- 赵伊君，92歲，中国激光技术专家，中国工程院院士。[251]
- 蒋明，92歲，中国风湿免疫学开拓者，北京协和医院风湿免疫科教授。[252]
- 曹凤岐，77岁，中国经济学家，北京大学光华管理学院教授。[253]
- 高見知佳（日语：高見知佳），60歲，日本電視藝人，因卵巢癌病逝。[254]
- 劉統，71岁，中國歷史學家。[255]
- 施小墨，78歲，中國中醫，前北京同仁堂施小墨中醫館館長，已故京城四大名醫施今墨之子。[256]
- 俞允强，85岁，中国物理学家，北京大学物理学院理论物理研究所教授。[257][需要較佳来源]
- 宋行长，84岁，中国物理学家，北京大学物理学院理论物理研究所教授。[257][需要較佳来源]
- 南登崑，95岁，中国康复医学教育家。[258]
- 韦嘉瑚，中国放射学家。[259]
- 邱兆祥，81岁，中国金融学家、金融教育家。[260]
- 任友谅，82岁，中国法语教育家，北京大学外国语学院法语系教授。[261]
- 汤懋苍，中国气候学家。[262]
- 通派克·哲爾吉（匈牙利語：Tumpek György），93歲，匈牙利男子游泳運動員。[263]
- 简其华，98岁，中国音乐理论家。[264]
- 楊林，60歲，中国作家。[265]
- 金永安，91歲，中國學者，原上海第二醫科大學基礎醫學院生物工程教研室副教授。[266]
- 趙世新，109歲，中國官員，原四川省建工局、建設廳顧問。[267]
- 王德和，84歲，中國學者。[268]

### 20日
- 吴冠英，66岁，中国艺术家、设计师。因感染重型感冒去世。[269][270]
- 张富清，97岁，中國人民解放軍退役軍人，“共和国勋章”获得者。[271]
- 傅祖成，82歲，中國演員。[272]
- 谢文龙，97岁，新加坡足球运动员，1948年曾入选中国足球队参加伦敦奥运会。[273]
- 胡鈞，94歲，中國經濟學家。[274]
- 孙曾拯，94歲，中國皮肤病专家。[275]
- 朱治宏，89歲，中國政治人物，曾任江西省政协主席，中共第十三屆中紀委委員，中共十二大、十三大、十五大代表，第八屆全國人大代表，九屆、十屆全國政協委員。[276]
- 周涛，59岁，中国艺术家，北京服装学院美术学院副教授。[277]
- 康笃伦，87岁，中国神经外科医生，原兰州大学第二医院院长。[278]
- 陈信，103岁，中国人民解放軍大校，原北京工业学院副院长。[279]
- 李海忠，93岁，中國政治人物，湖北省人大常委会原副主任。[280]
- 田双琨，90岁，中国古琴斫琴专家。[281]
- 曹来英，69岁，中国妇产科专家，武汉大学人民医院（湖北省人民医院）妇产科教授、主任医师。[282]
- 許同均，76歲，中国影視劇導演。[283]
- 伍少昊，90歲，中国光学仪器专家。[284]
- 程靜華，94歲，中國京劇表演藝術家。[285]
- 王明增，91歲，中國人，四川大學退休幹部，原華西醫科大學總務處黨總支書記。[286]
- 姜學福，90歲，中國軍人，原第二十五试验训练基地司令员[287]。
- 林克椿，96歲，中國生物物理學家。[288]
- 徐發淦，91歲，中國人，中國僑聯原副主席。[289]

### 19日
- 夏陽，101歲，中國一级导演。[290]
- 魏树礼，88歲，中國药剂学家。[291]
- 方学辉，89歲，中國华侨摄影家。[292]
- 倪成玉，80歲，中國工艺美术大师。[293]
- 羅德安，83歲，中國電影攝影師。[294]
- 刘吉，85歲，中國政治人物，原中国国家体委副主任，国务院稽查特派员。[295]
- 贾春太，93岁，中国新闻工作者，原雁北日报社社长。[296]
- 王希钟，94歲，中國電影化妝師，北京電影製片廠美術設計化妝師，曾任中國電影家協會理事。[297]
- 陈景亮，76岁，中国电影资料馆馆长。[298]
- 鞠开，94岁，中国军人，曾任粟裕秘书。[299]
- 董钰明，51岁，中国学者，兰州大学药学院教授。[300][需要較佳来源]
- 张培善，97岁，中国稀土专家、矿物学家。[301]
- 高宏孝，77歲，中國天主教開封總教區總主教[302]。
- 塞维利诺·珀莱托（義大利語：Severino Poletto），89岁，意大利罗马天主教枢机主教，前佛薩諾教區、阿斯蒂教區主教，都灵总教区大主教。[303]
- 歐陽麗斯，43歲，中國解剖學學者，中山大學醫學院專任教員。[304]

### 18日
- 章守华，105歲，中國金属材料科学家、冶金教育家。[305]
- 西西，85歲，香港作家。[306]
- 駱駝，本名羅斌，51歲，中國作家。死於肺癌。[307]
- 栗德祥，80歲，中國建築學家。[308]
- 儲蘭蘭，40歲，中國京剧演員、新京劇創始人。[309]
- 蒋明，92岁，中国风湿免疫学的先驱和开拓者、北京协和医院风湿免疫科教授。[310]
- 范荷芳，93岁，中国泰语教育家，北京大学外国语学院东南亚系副教授。[311]
- 仲田育史（日語：仲田 育史），47歲，日本演員。死於腦出血。[312]
- 鈴木陽斗實（日語：鈴木 陽斗実），26歲，日本聲優。[313]
- 蘭杜·布山卡（義大利語：Lando Buzzanca），87歲，義大利演員。[314]
- 裘漢康，90歲，中國語文學者，中山大學中國語言文學系退休教授。[315]

### 17日
- 埃羅·塔皮奧（芬蘭語：Eero Tapio），81歲，芬蘭男子摔跤運動員。[316]
- 李鸣生，68歲，中國作家。[317]
- 王邦康，85歲，中國口腔医学教育家。[318]
- 劉達臨，90歲，中國性学专家、上海大学社会系教授。[319]
- 薛荣久，86歲，中國世界贸易组织研究界泰斗级人物。[320]
- 陈志成，90岁，新加坡政治人物，人民行动党创党党员、前高級政务次长。[321]
- 张茂延，101岁，中国政治人物，张澜长女。[322]
- 任均，103歲，中國京剧改革艺术家。[323]
- 德魯·格里芬（英語：Andrew Charles Griffin），60歲，美國記者。[324]
- 迈克·霍奇斯（英語：Mike Hodges），90歲，英國導演。[325]
- 黄迎暑，90岁，中国作家，上海市社联《学术月刊》原总编辑。[326]
- 田中裕二（日語：田中 裕二），65歲，日本搖滾樂演奏家，樂隊「安全地帶」鼓手，死於腦出血。[327]
- 王德耀，95歲，中國官員，四川省住房和城鄉建設廳退休幹部。[328]

### 16日
- ，53歲，塞爾維亞足球教練及前職業足球員，死於白血病。[329]
- 何塞·马利亚·西松（西班牙語：José María Canlás Sison），83歲，菲律賓政治人物，菲律宾共产党建党主席，人民斗争国际联盟创始人。[330]
- 宋长荣，87歲，中國京剧表演艺术家。[331]
- 湯鴻霄，91歲，中國環境工程學與環境水質學專家，中国工程院院士。[332]
- 李泽坚，88歲，中國胸心外科专家。[333]
- 林世雄，90歲，中國石油教育家。[334]
- 石紅心，37歲，中國法官。[335]
- 來策義，69歲，中國軍官，新疆軍區原副司令員。[336]
- 王福堂，88歲，中國學者。[337]
- 片桐夕子，70歲，日本女演員，膽管癌。[338]

### 15日
- 柳鳴九，88歲，中國法語翻譯家，中国社会科学院荣誉学部委员。[339]
- 趙梓森，90歲，中國光纖通信專家，中国工程院院士。[340]
- 王作富，93歲，中國刑法學家，中國人民大學法學院教授、博士生導師。[341]
- 張振鵾，96歲，中國近代史學家，中國社會科學院近代史研究所研究員，中國社會科學院榮譽學部委員。[342]
- 杨良化，74岁，中国记者，《人民日报》记者。[343]
- 史其信，中國交通工程學者，清华大学教授。[344]
- 秋竹城（日语：あき竹城），75歲，日本電視藝人, 死於大腸癌[345]。
- 成建定，49歲，中國法醫學者，中山大學法醫學系副主任、教授。[346]

### 14日
- 御廚哲美（日語：御厨 さと美），74歲，日本漫畫家。[347]
- 阿尤布·貝（英語：Ayub Bey），54歲，美國饒舌歌手。[348]
- 童修林，中国政治人物。[349]
- 笠浩二（日語：笠 浩二），60歲，日本男星。死於腦中風。[350]
- 陶虎春，48歲，中國學者。[351]

### 13日
- 任扶善，107歲，中國經濟學家。[352]
- 姚撼岳，91歲，中国京剧表演艺术家。[353]
- 辛秋花，85歲，中国老调表演艺术家。[354]
- 史蒂芬·伯斯（英語：Stephen "tWitch" Boss），40歲，美國街舞者，《艾倫·狄珍妮秀》的聯合主持和製片人，開槍自殺身亡。[355]
- 吳荔明，88歲，中國學者。[356]

### 12日
- 保羅·塞拉斯（英語：Paul Theron Silas），79歲，美國籃球運動員暨教練，曾效力NBA多個球隊。[357][358]
- 郑鸿标，92岁，馬來西亞華人企業家，大众银行创办人、名誉主席、董事暨顾问[359]。
- 米羅斯瓦夫·赫爾曼謝夫斯基（波蘭語：Mirosław Hermaszewski），81歲，波蘭前空軍准將及太空人。1978年乘坐蘇聯聯盟30號太空船执行任务，成为該國首位太空人[360]。
- 王若吉，37歲，中國前職業足球運動員，曾效力瀋陽金德俱樂部。COVID-19引起糖尿病恶化而死[361]。
- 赫爾曼·努貝爾（德語：Hermann Nuber），87歲，德國男子足球運動員。[362]
- 方巧梅，102歲，中國人，侵华日军“慰安妇”制度受害者。[363]
- 多杰，56歲，中國政治人物，中共海北州委書記。饮酒过量致死[364][365]。

### 11日
- 孙文学，中国二人转表演艺术家。[366]
- 林秋離，62歲，台灣音樂人，曾任台灣海蝶音樂董事長。死於肝癌。[367]
- 安吉羅·貝德拉曼提（英語：Angelo Badalamenti），85歲，美國電影與電視影集配樂作曲家，作品包括《藍絲絨》、《雙峰》、《穆荷蘭大道》[368]。
- 沃夫·艾爾布魯赫（德語：Wolf Erlbruch），74歲，德國插圖畫家和兒童讀物作家[369]。
- 阿比盖尔·基诺伊基·凯考利克·卡瓦纳纳科，96歲，美國人，夏威夷王國僅存王室成員，被稱為「末代公主」。[370]
- 王天良，92歲，中國歷史學者，復旦大學副教授。[371]
- 蔡曉明，92歲，中國學者。[372]

### 10日
- 陈德昌，90岁，中国医学家、医学教育家，中国重症医学的奠基人和开拓者。[373]
- 華嚴，100歲，本名嚴停雲，台灣作家，代表作《智慧的燈》、《蒂蒂日記》。[374]
- 江志強，40歲，中國學者，中山大學醫學院副教授。[375]

### 9日
- 格兰特·瓦尔（英語：Grant Wahl），48歲，美國體育記者及足球分析師。[376]
- 約瑟夫·基廷格（英語：Joseph William Kittinger II），94歲，美國空軍退役上校、飛行部隊指揮官和職業軍官，曾在越南戰爭中被擊落而受北越俘虜11個月，第一個使用熱氣球單人飛越大西洋的壯舉而聞名於世，肺癌病逝[377]。
- 劉雙全，94歲，中国人民解放军军人，曾任新疆生產建設兵團司令員。[378]
- 佐藤蛾次郎，78歲，日本男演員，曾演出《男人真命苦》系列電影。[379]
- 高占祥，87歲，中國政治人物、詩人、書法家，中國文聯原黨組書記、副主席。[380]

### 8日
- 吴宏泽，19歲，新加坡軍人，民防部隊消防員，軍階中士，在亨德申路第91座租赁组屋火災中殉職。[381][382]
- 米歐德拉格·傑西奇，64歲，塞爾維亞前足球選手與教練。[383]
- 周志春，77岁，中国青年报社原副社长。[384][385]
- 楊志剛，83歲，中國相聲演員。[386]
- 吉田喜重，89歲，日本電影導演。[387]
- 楊振玉，95歲，中國水稻专家。[388][389]

### 7日
- 海伦·斯雷顿-休斯（英语：Helen Slayton-Hughes），92歲，美國演員。[390][391]
- 杭世泉，92歲，中國政治人物，棗莊市第四屆政協副主席。[392]

### 6日
- 潘懋元，103歲，中國高等教育學家，曾任中國高等教育學會常務理事。[393]
- 阿道法斯·什萊扎維丘斯，74歲，立陶宛政治人物，前總理。[394]
- 黃克智，95歲，中國力學家，中国科学院院士。[395]
- 丹斯里阿都阿茲雅辛，90歲，馬來西亞政治人物。馬國前首相慕尤丁兄長。前麻坡國會議席代表，曾任馬來西亞聯邦農業銷售局副主席。[396]
- 水木一郎（日語：水木 一郎），74歲，日本動畫歌手、作詞家、作曲家、聲優及演員。死於肺癌。[397]
- 徐季子，100歲，中國官員，原寧波市政協主席。[398]

### 5日
- 張進，56歲，中國記者，财新传媒創始人之一，抑郁症互助平台“渡过”創始人，跳樓自殺。[399][400]
- 陳德輝，76歲，香港人，大坑舞火龍傳承人及總指揮。[401]
- 克絲汀·艾莉（英語：Kirstie Alley），71歲，美國演員。[402]
- 向远松，94歲，中國人，南京大屠殺倖存者。[403]
- 符淮青，86岁，中国语言学家。[404]

### 4日
- 派屈克·唐貝（法語：Patrick Daniel Tambay），73歲，法國賽車手。[405]
- 尼克·波利泰尼（英語：Nicholas "Nick" James Bollettieri），91歲，美國網球教練，2014年入選国际网球名人堂。[406]
- 鮑勃·麥格拉斯（英語：Bob McGrath），90歲，美國男演員、音樂家與兒童作家，在長壽兒童電視節目《芝麻街》任第一代元老演員直到2017年退休。[407]
- 多米尼克·拉皮埃尔（法語：Dominique Lapierre），91歲，法國作家。[408]

### 3日
- 林學，43歲，中國企業家，DedeCMS 创始人。[409]

### 2日
- 郭黛姮，86岁，中国古建筑专家，清华大学建筑学院教授。[410]
- 杨永华，76岁，中国经济学者，华南师范大学教授。[411]
- 朱莉娅·赖克特（英語：Julia Reichert），76歲，美國導演。[412]
- 廉东铉（韓語：염동헌），54歲，南韓演員。[413]
- 菊川凱夫（日語：菊川 凱夫），78歲，日本足球運動員。[414]
- 蓋瑞·弗萊德金（英語：Gary Friedkin），70歲，美國演員，曾出演《歡樂時光》和《星際大戰六部曲：絕地大反攻》，死於COVID-19併發症。[415]

### 1日
- 方兴起，72岁，中國官員、學者，清远市人民政府副市長（1999－2003年），华南师范大学教授（2003－2013年）。[416]
- 蓋洛·佩里（英語：Gaylord Jackson Perry），84岁，美國職業棒球运动员，曾效力紐約洋基等球隊，1991年入选美国国家棒球名人堂。[417]
- 阿都哈密帕宛德，78歲，馬來西亞政治人物。第6任玻璃市州務大臣，前後曾任國會議員、上議院院長、下議院副議長。[418]
- 陸柱國，94歲，中國電影編劇、作家，曾任八一電影製片廠副廠長。[419]
- 米琳娜·德蒙若（法語：Mylène Demongeot），87歲，法國演員。[420]
- 埃爾科萊·巴爾迪尼（義大利語：Ercole Baldini），89歲，意大利自行车运动员，1956年奥运会金牌得主。[421]
- 李庆军，57岁，中国植物生态学家。[422]
- 鄭文華，65歲，香港及台灣著名電視劇、電影編劇。[423]